# Terre Hill
Terre Hill is een plaats (borough) in de Amerikaanse staat Pennsylvania, en valt bestuurlijk gezien onder Lancaster County.

## Demografie
Bij de volkstelling in 2000 werd het aantal inwoners vastgesteld op 1237.
In 2006 is het aantal inwoners door het United States Census Bureau geschat op 1245, een stijging van 8 (0,6%).

## Geografie
Volgens het United States Census Bureau beslaat de plaats een oppervlakte van
1,2 km², geheel bestaande uit land. Terre Hill ligt op ongeveer 109 m boven zeeniveau.

## Plaatsen in de nabije omgeving
De onderstaande figuur toont nabijgelegen plaatsen in een straal van 12 km rond Terre Hill.